# Eulerjeva vsota
Eulerjeva vsota (tudi Eulerjeva sumacijska metoda) je v matematiki konvergentnih in divergentnih vrst sumacijska metoda. Je metoda za dodelitev vrednosti vrstam, ki se razlikuje od konvencionalne metode računanja limit delnih vsot. Če je dana vrsta:
{\displaystyle \sum _{n=0}^{\infty }a_{n}\!\,,}
in, če njena Eulerjeva transformacija konvergira k vsoti, se ta vsota imenuje Eulerjeva vsota izvirne vrste. Eulerjeva vsota se lahko poleg določanja vrednosti za divergentne vrste rabi za pospeševanje konvergence vrst.
Eulerjeva vsota se lahko posploši v družino metod označenih kot (E, q), kjer je q ≥ 0. Vsota (E, 1) je običajna Eulerjeva vsota. Vse te metode so strogo šibkejše od Borelove vsote; za q > 0 so neprimerljive z Abelovo vsoto.

## Definicija
Za poljubno vrednost y se lahko definira Eulerjeva vsota (če za to vrednost y konvergira), ki odgovarja posebni formalni vsoti kot:
{\displaystyle _{E_{y}}\,\sum _{j=0}^{\infty }a_{j}:=\sum _{i=0}^{\infty }{\frac {1}{(1+y)^{i+1}}}\sum _{j=0}^{i}{i \choose j}y^{j+1}a_{j}\!\,.}
Če formalna vsota dejansko konvergira, bo Eulerjeva vsota enaka. Eulerjeva vsota se še posebej rabi za pospeševanje konvergence alternirajočih vsrt in včasih lahko da uporabno smiselno vrednost divergentnih vsot.
V opravičilo temu pristopu je treba poudariti, da se za medsebojno zamenjano vsoto Eulerjeva vsota skrči na začetno vrsto, ker velja:
{\displaystyle y^{j+1}\sum _{i=j}^{\infty }{i \choose j}{\frac {1}{(1+y)^{i+1}}}=1\!\,.}
Metoda sama se iterativno ne more izboljšati, saj velja:
{\displaystyle _{E_{y_{1}}}{}_{E_{y_{2}}}\sum =\,_{E_{\frac {y_{1}y_{2}}{1+y_{1}+y_{2}}}}\sum \!\,.}

## Zgodovina
Euler je vpeljal transformacijo vrst leta 1755 v svojem delu Osnove diferencialnega računa (Institutiones calculi differentialis). Dano vrsto {\displaystyle \sum _{n=0}^{\infty }b_{n}\,} je zapisal kot alternirajočo vrsto {\displaystyle \sum _{n=0}^{\infty }(-1)a_{n}\,}. Z nekaj formalnimi algebrskimi koraki je pokazal, da velja transformacija:
{\displaystyle \sum _{n=0}^{\infty }(-1)^{n}a_{n}=\sum _{n=0}^{\infty }(-1)^{n}{\frac {\Delta ^{n}a_{0}}{2^{n+1}}}\!\,,}
kjer je:
{\displaystyle {\begin{aligned}\Delta ^{0}a_{0}&=a_{0}\\\Delta ^{1}a_{0}&=a_{1}-a_{0}\\\Delta ^{n}a_{0}&=\Delta ^{n-1}a_{1}-\Delta ^{n-1}a_{0}=\sum _{i=0}^{n}(-1)^{n-i}{n \choose i}a_{i}\qquad (n\geq 2)\!\,.\end{aligned}}}
Tako je naprej:
{\displaystyle {\begin{aligned}\Delta ^{2}a_{0}&=a_{2}-2a_{1}+a_{0}\\\Delta ^{3}a_{0}&=a_{3}-3a_{2}+3a_{1}-a_{0}\\\Delta ^{4}a_{0}&=a_{4}-4a_{3}+6a_{2}-4a_{1}+a_{0}\\\ldots \!\,.\end{aligned}}}
Členi na desni transformacije običajno postnejo veliko manjši in to hitreje, kar omogoča hitro numerično seštevanje. Naj je {\displaystyle a_{n}=(-1)^{n}b_{n}\,}. Če se uvedeta spremenljivki x in y, ki sta povezani kot:
{\displaystyle x={\frac {y}{1-y}}=y+y^{2}+y^{3}+\ldots \!\,,}
velja:
{\displaystyle {\begin{aligned}b_{0}x+b_{1}x^{2}+b_{1}x^{3}+\ldots &=a_{0}x-a_{1}x^{2}+a_{2}x^{3}-a_{3}x^{4}+\ldots \\&=a_{0}\left(y+y^{2}+y^{3}+\ldots \right)-a_{1}\left(y^{2}+2y^{3}+3y^{4}+4y^{5}+\ldots \right)\\&\quad +a_{2}\left(y^{3}+3y^{4}+6y^{5}+10y^{6}+\ldots \right)-a_{3}\left(y^{4}+4y^{5}+10y^{6}+20y^{7}+\ldots \right)+\ldots \\&=a_{0}y-\left(a_{1}-a_{0}\right)y^{2}+\left(a_{2}-2a_{1}+a_{0}\right)y^{3}-\ldots \!\,.\end{aligned}}}
Če se izbereta {\displaystyle x=1\,} in {\displaystyle y=1/2\,}, sledi: 
{\displaystyle \sum _{n=0}^{\infty }b_{n}=a_{0}-a_{1}+a_{2}-a_{3}+\ldots ={\frac {a_{0}}{2}}-{\frac {\Delta ^{1}a_{0}}{4}}+{\frac {\Delta ^{2}a_{0}}{8}}-{\frac {\Delta ^{3}a_{0}}{16}}+{\frac {\Delta ^{4}a_{0}}{32}}-\ldots \!\,,}
kot je zahtevano.

## Zgledi
- če se za formalno vsoto {\displaystyle \sum _{j=0}^{\infty }(-1)^{j}P_{k}(j)} vzame y = 1, se dobi {\displaystyle \sum _{i=0}^{k}{\frac {1}{2^{i+1}}}\sum _{j=0}^{i}{i \choose j}(-1)^{j}P_{k}(j),} če je {\displaystyle P_{k}} polinom stopnje k. Pri tem bo notranja vsota enaka nič za i > k, tako da bo v tem primeru Eulerjeva vsota skrčila neskončno vrsto v končno.

- na primer Grandijeva vrsta:

{\displaystyle \sum _{n=0}^{\infty }(-1)^{n}=1-1+1-1+1-\ldots \!\,.}
Tu je {\displaystyle a_{n}=1\,} in posebej {\displaystyle a_{0}=1\,}, ter {\displaystyle \Delta ^{n}a_{0}=0\,} za vse {\displaystyle n>0\,}, tako da Eulerjeva transformacija da »pričakovani« rezultat 1/2:
{\displaystyle \sum _{n=0}^{\infty }(-1)^{n}={\frac {1}{2}}\!\,.}
- ali vrsta:

{\displaystyle \sum _{n=0}^{\infty }(-1)^{n}2^{n}=1-2+4-8+16-\ldots \!\,,}
Zaporedja razlik so {\displaystyle 1,2,4,8,16,...}, {\displaystyle -1,-2,-4,-8,...}, {\displaystyle 1,2,4,8,...}, {\displaystyle -1,-2,-4,-8,...}. Eulerjeva transformacija da vrsto {\displaystyle {\frac {1}{2}}-{\frac {1}{4}}+{\frac {1}{8}}-{\frac {1}{16}}+...={\frac {1}{3}}}.
- za vrsto 1 − 2 + 3 − 4 + ···:

{\displaystyle \sum _{n=0}^{\infty }(-1)^{n}(n+1)=1-2+3-4+5\ldots \!\,,}
je {\displaystyle a_{0}=1\,}, {\displaystyle \Delta ^{1}a_{0}=1\,} in {\displaystyle \Delta ^{n}a_{0}=0\,} za vse {\displaystyle n>1\,}, tako da je Eulerjeva vsota enaka {\displaystyle {\frac {1}{2}}-{\frac {1}{4}}={\frac {1}{4}}}.
- Euler je v Institutiones podal več zgledov. Na primer alternirajočo vrsto za trikotniška števila:

{\displaystyle \sum _{n=0}^{\infty }(-1)^{n}{\frac {(n+1)(n+2)}{2}}=1-3+6-10+15-\ldots ={\frac {1}{8}}\!\,,}
- za kvadratna števila:

{\displaystyle \sum _{n=0}^{\infty }(-1)^{n}(n+1)^{2}=1-4+9-16+25-\ldots =0\!\,,}
- ali za četrte potence (bikvadratna ali teseraktna števila):

{\displaystyle \sum _{n=0}^{\infty }(-1)^{n}(n+1)^{4}=1-16+81-256+625-\ldots =0\!\,.}
- posebna izbira {\displaystyle P_{k}(j):=(j+1)^{k}\,} zagotavlja eksplicitno reprezentacijo Bernoullijevih števil, ker je {\displaystyle {\frac {B_{k+1}}{k+1}}=-\zeta (-k)} (Riemmanova funkcija ζ). Formalna vrsta v tem primeru dejansko divergira, ker je k pozitiven. Če se uporabi Eulerjeva vsota na funkcijo ζ (ali na sorodno Dirichletovo funkcijo η), bo veljalo {\displaystyle {\frac {1}{1-2^{k+1}}}\sum _{i=0}^{k}{\frac {1}{2^{i+1}}}\sum _{j=0}^{i}{i \choose j}(-1)^{j}(j+1)^{k}}, kar je analitična rešitev.

- {\displaystyle \sum _{j=0}^{\infty }z^{j}=\sum _{i=0}^{\infty }{\frac {1}{(1+y)^{i+1}}}\sum _{j=0}^{i}{i \choose j}y^{j+1}z^{j}={\frac {y}{1+y}}\sum _{i=0}^{\infty }\left({\frac {1+yz}{1+y}}\right)^{i}}. Z ustrezno izbiro y (da je enak ali blizu {\displaystyle -1/z}) ta vrsta konvergira k {\displaystyle {\frac {1}{1-z}}}.

## Značilnosti
Eulerjeva vsota je linearna in regularna in tako spada med generične sumacijske metode.